# La Neuville-sur-Oudeuil
La Neuville-sur-Oudeuil és un municipi francès, situat al departament de l'Oise i a la regió dels Alts de França. L'any 2007 tenia 296 habitants.

## Demografia

### Població
El 2007 la població de fet de La Neuville-sur-Oudeuil era de 296 persones. Hi havia 111 famílies de les quals 24 eren unipersonals (16 homes vivint sols i 8 dones vivint soles), 32 parelles sense fills i 55 parelles amb fills.
La població ha evolucionat segons el següent gràfic:
Habitants censats

### Habitatges
El 2007 hi havia 115 habitatges, 110 eren l'habitatge principal de la família, 4 eren segones residències i 1 estava desocupat. Tots els 114 habitatges eren cases. Dels 110 habitatges principals, 101 estaven ocupats pels seus propietaris, 4 estaven llogats i ocupats pels llogaters i 5 estaven cedits a títol gratuït; 1 tenia una cambra, 2 en tenien dues, 14 en tenien tres, 21 en tenien quatre i 73 en tenien cinc o més. 97 habitatges disposaven pel capbaix d'una plaça de pàrquing. A 37 habitatges hi havia un automòbil i a 55 n'hi havia dos o més.

### Piràmide de població
La piràmide de població per edats i sexe el 2009 era:
| Homes | Edats   | Dones |
| ----- | ------- | ----- |
| 0     | 95 o +  | 0     |
| 0     | 90 a 94 | 4     |
| 4     | 85 a 89 | 0     |
| 0     | 80 a 84 | 0     |
| 8     | 75 a 79 | 0     |
| 8     | 70 a 74 | 4     |
| 0     | 65 a 69 | 8     |
| 0     | 60 a 64 | 0     |
| 4     | 55 a 59 | 4     |
| 0     | 50 a 54 | 4     |
| 8     | 45 a 49 | 12    |
| 12    | 40 a 44 | 4     |
| 20    | 35 a 39 | 24    |
| 12    | 30 a 34 | 16    |
| 12    | 25 a 29 | 4     |
| 4     | 20 a 24 | 8     |
| 12    | 15 a 19 | 24    |
| 12    | 10 a 14 | 16    |
| 12    | 5 a 9   | 12    |
| 20    | 0 a 4   | 8     |

## Economia
El 2007 la població en edat de treballar era de 192 persones, 151 eren actives i 41 eren inactives. De les 151 persones actives 129 estaven ocupades (65 homes i 64 dones) i 22 estaven aturades (12 homes i 10 dones). De les 41 persones inactives 14 estaven jubilades, 8 estaven estudiant i 19 estaven classificades com a «altres inactius».

### Ingressos
El 2009 a La Neuville-sur-Oudeuil hi havia 114 unitats fiscals que integraven 333 persones, la mediana anual d'ingressos fiscals per persona era de 18.940 €.

### Activitats econòmiques
Dels 4 establiments que hi havia el 2007, 3 eren d'empreses de construcció i 1 d'una empresa d'hostatgeria i restauració.
Dels 3 establiments de servei als particulars que hi havia el 2009, 1 era un paleta, 1 electricista i 1 empresa de construcció.
L'any 2000 a La Neuville-sur-Oudeuil hi havia 6 explotacions agrícoles que ocupaven un total de 399 hectàrees.

## Equipaments sanitaris i escolars
El 2009 hi havia una escola maternal integrada dins d'un grup escolar amb les comunes properes formant una escola dispersa.

## Poblacions més properes
El següent diagrama mostra les poblacions més properes.